# .apple
.аpple је генерички домен највишег нивоа (gTLD) у систему имена домена на интернету. Власништво је компаније Apple Inc, а званично је делегиран 27. октобра 2015. године.

## Употреба
У Apple-овој апликацији за gTLD, Apple је изјавио да су њихове намере да "потрошачима пруже још једну прилику да науче о Apple-у, његовим производима и услугама".

## Коришћење
Apple је креирао микро-страницу "experience.apple" 2018. године у оквиру маркетиншке кампање за промоцију iPhone XS и iPhone XS Max. Сајт је имао 3D могућности на којима су корисници могли нагињати свој уређај да би видели 3D модел за iPhone.